# Dzmitry Kalinovski
Dzmitry Kalinovski –en bielorruso, Дзмітрый Каліновскi; en ruso, Дмитрий Калиновский, Dmitri Kalinovski– (Minsk, URSS, 24 de febrero de 1972) es un deportista bielorruso que compitió en natación. Ganó una medalla de bronce en el Campeonato Europeo de Natación en Piscina Corta de 1996, en la prueba de 50 m libre.

## Palmarés internacional
| Campeonato Europeo en Piscina Corta | Campeonato Europeo en Piscina Corta | Campeonato Europeo en Piscina Corta | Campeonato Europeo en Piscina Corta |
| Año                                 | Lugar                               | Medalla                             | Prueba                              |
| ----------------------------------- | ----------------------------------- | ----------------------------------- | ----------------------------------- |
| 1996                                | Rostock (Alemania)                  | Medalla de bronce                   | 50 m libre                          |